# Moba (chef Banunu)
Pour les articles homonymes, voir Moba.
Moba (né vers 1850  et décédé vers 1935) est un chef coutumier du peuple des Banunu, situé dans la région du lac Léopold II (actuel lac Mai-Ndombe) en République démocratique du Congo. Il est reconnu pour avoir consolider son pouvoir et défendu l'indépendance des Banunu durant une période tumultueuse marquée par des tensions internes et des pressions coloniales belges.

## Biographie

### Consolidation du pouvoir
Moba naît vers 1850 dans le clan Ntote qui détient un triple pouvoir : politique, territorial et magique. Ce pouvoir est normalement détenu par l'aîné mâle du clan, mais il peut également être partagé entre différents membres, ce qui affaiblit l'autorité du chef en place,.
Après la mort prématurée de son frère Lekana, il accède au pouvoir à une époque de grande détresse sous l'administration coloniale belge, représentée par le commissaire de district Mathieu Lemaire. Sous son règne, Moba réussit à réunir les pouvoirs politique, territorial et magique du clan, consolidant ainsi son autorité malgré les tensions internes,.

### Conflits internes et succession
Le règne de Moba est marqué par des querelles au sein du clan Ntote, principalement entre les branches de Ngankabe et de Malankiki, autour de la succession et du partage des possessions, y compris les terres, les rivières et les amulettes. Pour apaiser ces tensions, Moba décide de ne pas enterrer les membres de la branche Malankiki à Nkieme, le lieu traditionnel des sépultures, ce qui conduit certains membres du clan à se retirer à Mokaba,.
Vers la fin de sa vie, Moba, malade et âgé, transmet les secrets des amulettes à son neveu Antoine Moboro, tandis que le pouvoir politique passe à Lengisi, un autre membre du clan. Moba meurt vers 1935, laissant un héritage de défense de l'indépendance des Banunu et d'unification temporaire du clan Ntote,.

## Héritage
Moba reste dans la mémoire des Banunu comme l'un des plus grands chefs de leur histoire, un leader qui parvient à préserver l'autonomie de son peuple face aux pressions extérieures, tant du peuple voisin des Baboma que des agents de l 'État indépendant du Congo. Son règne est perçu comme une période où son peuple a pu vivre en paix après les épreuves et les exactions coloniales. Sa capacité à unifier temporairement les factions rivales du clan Ntote, malgré les tensions internes, est particulièrement remarquable,.